# Molnár Gábor (villamosmérnök)
Molnár Gábor (Nagykend, 1951. március 19. –) erdélyi magyar villamosmérnök, műszaki író.

## Élete és munkássága
Marosvásárhelyen a Bolyai Farkas Líceumban érettségizett 1970-ben, majd a bukaresti műegyetem elektronika és távközlési karán szerzett villamosmérnöki diplomát 1975-ben. Pályáját a bukaresti Rádióalkatrész és Félvezető Gyár integrált áramkörök részlegén kezdte, 1983-tól a Villamosipari Kutató Intézet marosvásárhelyi főosztályán volt tudományos főkutató. Tárgyköre a villamos hőtechnika (fémek indukciós hevítése), középfrekvenciás tirisztoros inverterek fejlesztése. 1990-ben bekapcsolódott az újjászervezett Erdélyi Múzeum-Egyesület Műszaki Tudományi Szakosztályának és a Bolyai Társaságnak a munkásságába.
Az Országos Elektrotechnikai és Elektroenergetikai Konferencia Transistoare de putere în circuite electrice de concentrare című előadás-gyűjteményében Teljesítménytranzisztorok kapcsolódó áramkörökben című tanulmányával szerepelt 1984-ben. Részt vett időosztásos inverterek üzemzavarainak számítógépes tanulmányozásában. A Conferinţa Anuală de Semiconductori (CAS) kiadványában közölt Hard és soft eszközök a P 14500 egybites processzor jobb kihasználására c. dolgozat társszerzője volt 1987-ben. Munkatársaival közös több találmányát szabadalmazták. Félvezetők c. illusztrált magyar nyelvű tanulmányát közölte a Korunk Füzetek 2. száma (Kolozsvár, 1983).